# Sonic and the Black Knight
Sonic and the Black Knight (ソニックと暗黒の騎士 Sonikku to Ankoku no Kishi) là một phần trong các tập Sonic the Hedgehog, chỉ có duy nhất trên hệ máy Wii của Nintendo, trước đó Wii cũng làm game tên là Sonic and the Secret Rings. Trò chơi này do Tetsu Katano làm ra, ông còn làm ra các game khác như Sonic Adventure và Sonic Heroes.
Nhiệm vụ của Sonic là cứu lấy thế giới thoát khỏi vua Bóng tối. Trò chơi này khác ở chỗ là có sự kết hợp giữa nhân vật Sonic với một thanh kiếm, game này muốn chơi được phải sử dụng một dụng cụ điều khiển chức năng của Wii.
Cuối truyện Sonic trở thành vua Arthur.

## Cách chơi

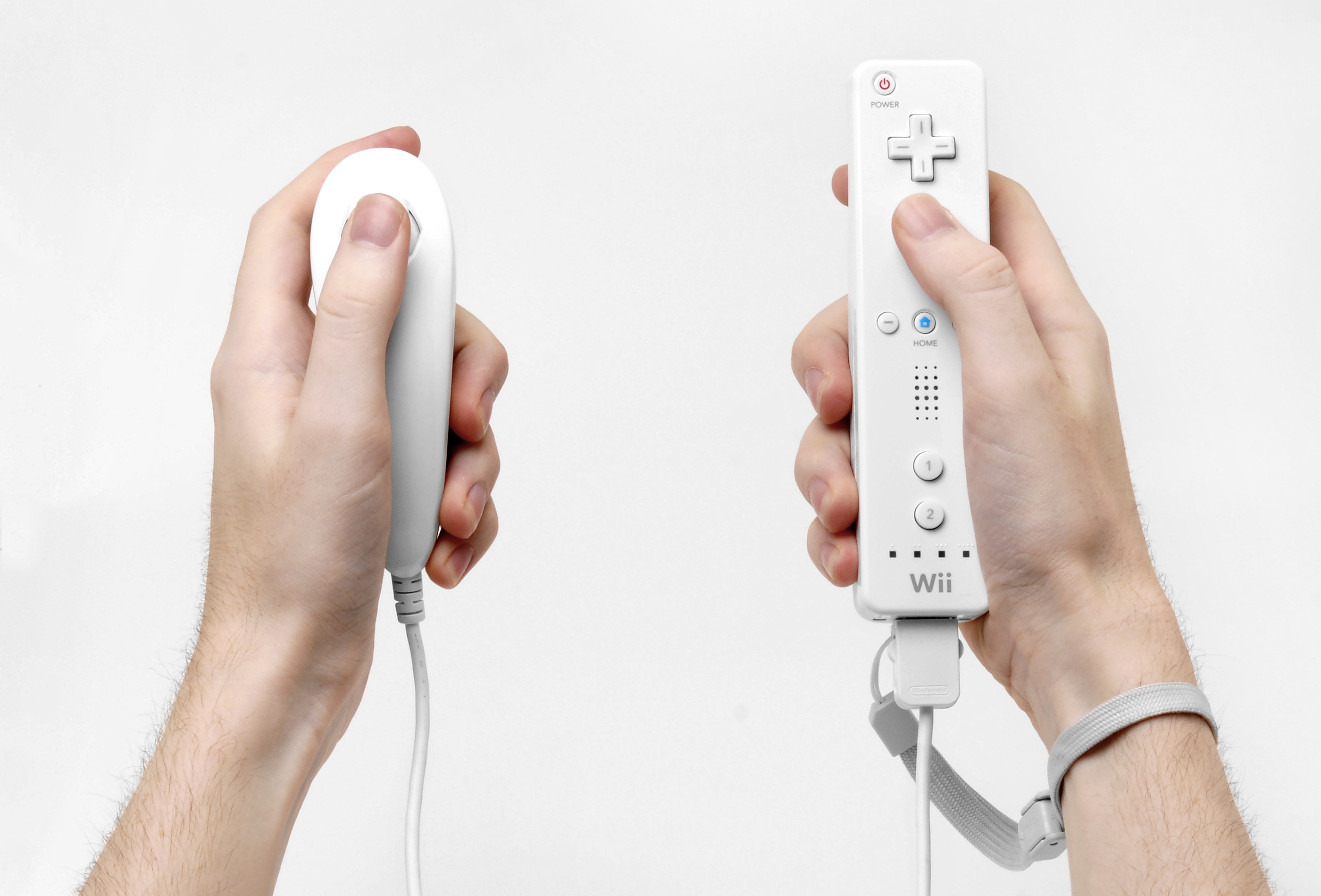
Wii Remote và Nunchuk

Người chơi sẽ phải sử dụng Wii Remote và Nunchuk để điều khiển Sonic vượt qua các chướng ngại vật và tiêu diệt kẻ thù.

## Tiểu sử câu chuyện
Một nàng phù thủy có tên là Merlina, cháu gái của Merlin, đã gọi Sonic để cứu cô thoát khỏi tay sai của vua Arthur, ông ta muốn chiễm hữu bằng những thế lực xấu xa đến tứ thế giới khác, và muốn cai trị thế giới lập nên vương quốc bóng tối. Sonic chỉ có một mình chống lại vương quốc Bóng Tối,cho nên cậu ta sẽ chiến đấu cùng với thanh guơm trên tay (thanh guơm tên là Caliburn) phá vỡ lời nguyền và cứu cả vương quốc.
Sonic giáp thân là một kị sĩ bóng tối

### Phần một
Khi cô đang chạy trốn khỏi thế lực bóng tối và tay sai của hắn, Merlina đã bị bao vây,sau đó, cô đã đọc một câu thần chú để đưa Sonic đến thế giới của mình (một điều thú vị đáng lưu ý là Merlina sử dụng câu thần chú y như câu của Erazor Djinn trong Sonic and the Secret Rings để triệu tập ông chủ Senior Member) [5]. Mặc dù ban đầu bối rối, Sonic nhanh chóng nhận ra những gì đang xảy ra và dễ dàng đánh bại tay sai bóng tối trước khi Merlina cảm thấy lo sợ, nhưng cô đã ngăn Sonic đánh với vua bóng tối một mình anh ta và cả hai dịch chuyển tức thời.Vua bóng tối gửi cho 3 người lính, những người vẫn còn trung thành với vua bóng tối mặc dù ông vua rất tham nhũng, để tiêu diệt cả hai Sonic and Merlina. Các chiến sĩ là Gawain (Knuckles) và Percival (Blaze),họ không được thoải mái về lệnh này.
Ở đâu đó, Sonic nói với Merlina:"Tại sao cô lại ngăn tôi đánh với vua bóng tối?". Và cô giải thích rằng vua Bóng tối,từng là vua Arthur, không thể nào thắng, vì ông đang sở hữu người thanh kiếm của Excalibur; Merlina quyết định nói chi tiết về 2 người kia nữa.[9] Sau khi Sonic được huấn luện, Merlina giải thích rằng vua Arthur rất giỏi và cai trị rất ghê sợ, ông trở nên bất tử bởi sức mạnh của vỏ kiếm Excalibur. Sonic cầm thanh kiếm Caliburn ra khỏi đá, một thanh gươm biết nói, làm cho Sonic rất bối rối, để cùng nhau hợp tác đánh với thế lực bóng tối. Mặc dù, họ không thể thắng được với vua bóng tối, và vua bóng tối đã chạy trốn, để từ đó Sonic rút ra được bài học. Sonic và Caliburn đang đi tìm đến hang ổ của hắn còn Merlina thì tìm đường ẩn nấp. Họ đã tìm ra 1 xưởng luyện vũ khí (của Tails), trong lâu đài Camelot, trong khi đó Tails làm sắc nhọn lại thanh gươm Caliburn. Tails nhận ra là Caliburn, nhưng lại quên đi vì có một lần cậu ta đã từng nghe tên này ở đâu đó
Sonic gặp được Nimue (Amy), Công chúa hồ, người chủ cũ của bao kiếm Excalibur, và ngăn chặn lại vua bóng tối; Trên đường đi, Sonic gặp và đánh bại Lancelot (Shadow), và tuyên bố với thanh gươm. Nimue tiết lộ rằng cô sẽ hỗ trợ cho Sonic khi cậu trở thành một kị sĩ thật thụ, và đưa cậu ấy 3 thử thách phải hoàn thành trong vòng 1 ngày; Sonic lại gặp và đánh bại Gawain. Gawain thất bại bởi Sonic, Gawain nỗ lực hết mình và tự sát, nhưng Sonic chặn cậu ta lại và nói với cậu ta rằng đây không phải là cách của người lính phục vụ cho vua. Nimue tiết lộ rằng cô sẽ kiểm tra Sonic, cho rằng cậu có thể sử dụng sức mạnh của vỏ kiếm bằng cách sử dụng gươm thiêng được sử dụng bởi Knights of the Round Table (Các chiến sĩ đang cầm bốn cái gươm). Cuối cùng, Sonic gặp Percival và đánh bại cô ta, sau đó Sonic cứu cô khi cô vắp phải và rơi khỏi một vách đá. Merlina đến để thông báo rằng vua bóng tối đang trên đảo Avalon. Sonic và Caliburn theo đuổi và đánh bại vua bóng tối
P.S:Cái đoạn mà Sonic cứu Precival khỏi vực sâu,lúc Precival được cứu,cô ta có hơi cúi cái mặt đỏ bừng xuống.Lúc ấy,Caliburn đã nghĩ là Precival...có cảm tình với Sonic!

### Phần hai
Đánh bại xong Black Knight, cậu ta biến mất và cả sinh vật cũng thế. Thế nhưng, khi quay về lâu đài, the Knights of the Round Table (Binh lính của vua bóng tối) vây quanh Merlina, Sonic đến và thông tin về họ đang nói gì. Merlina tiết lộ rằng King Arthur chỉ đơn thuần là một nhân vật ảo giác tạo ra do ông nội cô ta. Merlina, lấy vỏ gươm, sức mạnh của cô tăng lên thật khủng khiếp.
Sonic và the Knights of the Round Table đã bỏ trốn khỏi lâu đài, với sự giúp đỡ của Nimue, sử dụng 4 thanh gươm thiêng đó cắm xuống các viên đá ở 4 góc xung quanh cái toà lâu đài để ngăn chặn sức mạnh bóng tối của Merlina. Cả bốn người đạ làm xong,thế nhưng lại không đủ mạnh để chống lại sức mạnh của Merlina. Vì vậy, Sonic cùng thanh gươm Caliburn bao vây Merlina, giải thích tại sao lại xảy ra chuyện này trước khi vua bóng tối chết; Thế giới của vua Arthur đã kết thúc, sẽ xảy ra loạn lạc và chiến tranh, Merlina hi vọng sử dụng năng lượng của vỏ kiếm này để ngăn chặn chiến tranh sắp tới và làm cho thế giới hoà bình(do đó đã làm cho cô ta trở nên độc ác). Sonic bắt đầu đánh với cô ta, nhưng lại rất dễ dàng thất bại; Merlina muốn giết Sonic và làm gãy Caliburn thành hai. Nimue và những binh lính xem Sonic đang nỗ lực đánh, và hét to với cậu ta nên chạy ra khỏi đây; Sonic không đầu hàng, muốn ngăn Merlina. Sonic đã quyết tâm đánh nhưng thanh gươm Caliburn được thay đổi tiến hoá nhờ vỏ gươm Excalibur, Sonic và thanh gươm Excalibur. Bỗng nhiên, Sonic biến hình như là một chiến sĩ thực thụ, mặc bộ giáp màu vàng sáng bóng và cây kiếm thì phục hồi lại và trở nên to hơn lúc trước (nhờ do có 4 cây kiếm của Lancelot, Pecirva, Gawain và Nimue), trong lúc đó, Merlina biết thành con quái vật với con vật "the Dark Queen". Sau một trận đánh lâu dài, Sonic và Caliburn đánh bại Merlina. Thì Merlina than thở thân phận của ông vua, Sonic đưa cô ta những bông hoa đẹp lúc trước trong game cô cũng cầm bông hoa, khi thế giới hoà bình, họ muốn sống đầy đủ trong những ngày kế tiếp còn Merlina tự trách nhủ mình
Sau đó, Lancelot nói rằng the Knights of the Round Table cần 1 ông vua Arthur thật thụ. Caliburn nhắc nhở mọi người rằng Sonic là người chủ thanh gươm trên và cậu ta sẽ trở thành vua. Nghĩa là Sonic, chính anh ta là vua Arthur. Sonic bị sock, tất cả đều cúi chào Sonic, và bắt đầu xỉu. Ngay sau đó, Sonic quay về thế giới anh ta, giải thích cho Amy Rose chuyện gì xảy ra, Amy cho rằng cậu ta đang nói dối và không hề quan tâm, sau đó đánh cậu ta bằng cây búa Piko Hammer và rượt đuổi cậu cho tới khi cậu nói thật. Trò chơi có tựa đề "King Arthur and the Knights of the Round Table" thay đổi từ "Sonic and the Black Knight", câu chuyện xảy ra y như game trước, Sonic and the Secret Rings.